# I puritani
I puritani e i cavalieri, più noto con il titolo breve I puritani, è un'opera seria in tre atti di Vincenzo Bellini su libretto di Carlo Pepoli, tratto dal dramma storico di Jacques-François Ancelot e Joseph Xavier Boniface (noto col nome di Saintine), Têtes rondes et Cavaliers.
Debuttò al Théâtre de la comédie italienne di Parigi il 24 gennaio del 1835, con esito trionfale. Bellini poteva così scrivere a Francesco Florimo: «Mi trovo all'apice del contento! Sabato sera è stata la prima rappresentazione dei Puritani: ha fatto furore, che ancora ne sono io stesso sbalordito… Il gaio, il tristo, il robusto dei pezzi, tutto è stato marcato dagli applausi, e che applausi, che applausi».
Fu l'ultima opera composta da Bellini.

## Genesi dell'opera
Bellini compose l'opera in nove mesi, dall'aprile del 1834 al gennaio del 1835: una gestazione per l'epoca insolitamente lunga. Durante questo periodo, l'impianto drammaturgico subì trasformazioni radicali e il compositore guidò passo dopo passo il lavoro dell'inesperto librettista.

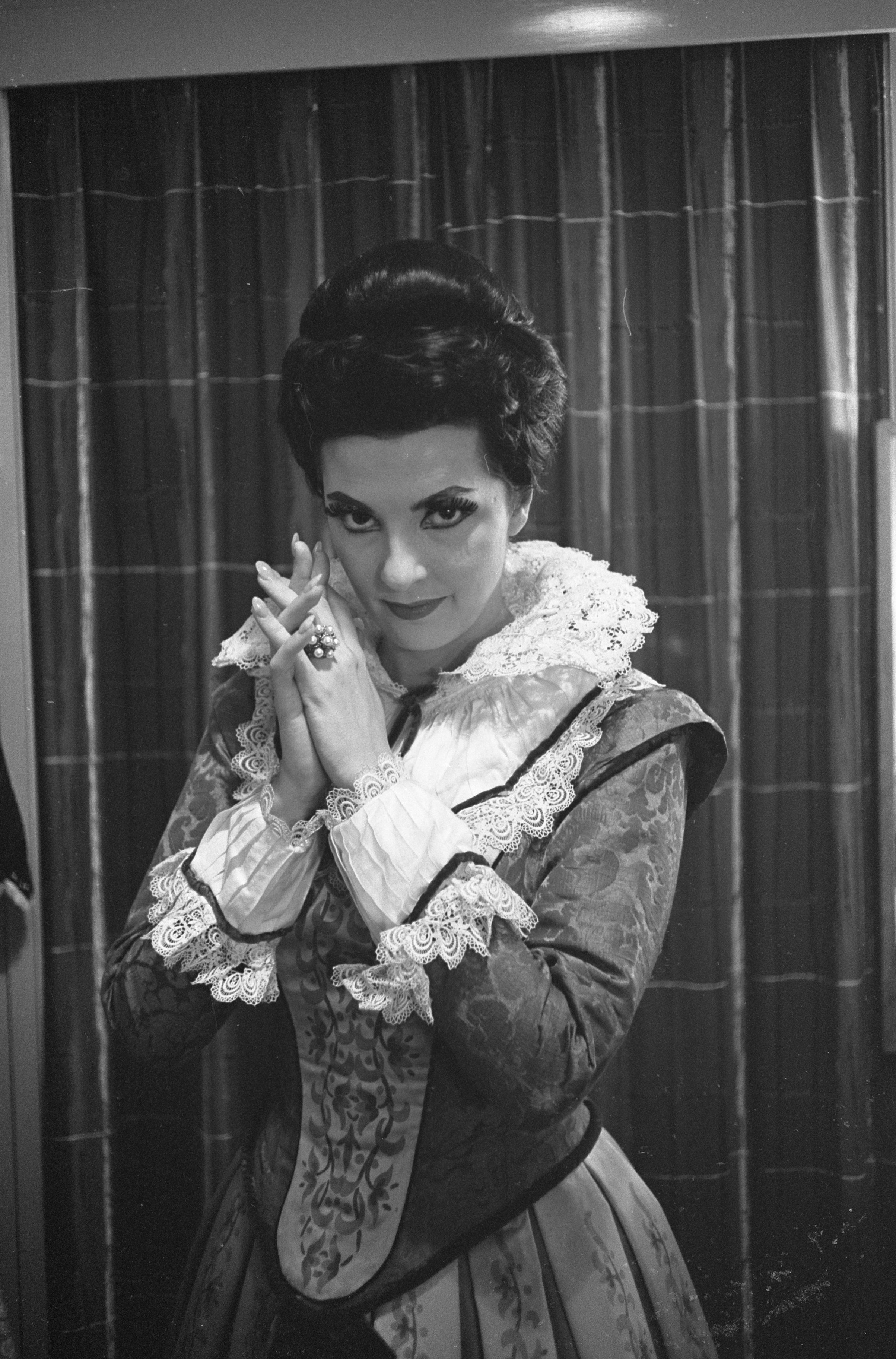
Anna Moffo come Elvira, nel 1962

L'11 aprile 1834 Bellini scriveva a suo zio Francesco Ferlito: «Di già ho scelto l'argomento per la nuova opera di Parigi: è dei tempi di Cronwello dopo che questi fece decapitare Carlo I d'Inghilterra… Io sono entusiasta del soggetto, lo trovo proprio da ispirare e martedì, al più tardi, incomincio a scrivere la musica, sperando che il poeta (il conte Pepoli di Bologna) mi dia dei versi».
Inizialmente strutturata in due atti, l'opera fu suddivisa in tre atti poco prima dell'andata in scena, su indicazione di Gioachino Rossini; la nuova suddivisione fu consigliata dalla decisione di invertire l'ordine della Scena di Elvira ("Qui la voce sua soave") e del Duetto tra Riccardo e Giorgio, la cui stretta "Suoni la tromba, e intrepido" provocava un'immancabile richiesta di bis.
Alla vigilia della prima rappresentazione, la lunghezza eccessiva dello spettacolo impose il taglio di tre brani, oggi sovente ripristinati in occasione degli allestimenti:
- Il cantabile del terzetto tra Arturo, Riccardo ed Enrichetta (atto I) Se il destino a te m'invola
- Il cantabile del duetto tra Arturo ed Elvira (atto III) Da quel dì ch'io ti mirai
- La stretta del finale (atto III) Ah! sento o mio bell'angelo

Contemporaneamente alla versione per Parigi, Bellini approntò una versione destinata a un allestimento previsto al Teatro di San Carlo di Napoli, la cui protagonista doveva essere Maria Malibran e in cui la parte di Riccardo doveva essere sostenuta da un tenore. Per questa versione Bellini modificò alcuni numeri dell'opera, perlopiù trasportandoli a tonalità più gravi, ed affidando alla protagonista la parte principale nel finale del terzo atto; inoltre il duetto tra Riccardo e Giorgio fu soppresso, perché politicamente pericoloso, e sostituito da un breve recitativo. L'allestimento non ebbe però luogo, in quanto la partitura arrivò a Napoli in ritardo, e la versione napoletana fu riscoperta ed eseguita solo negli anni Ottanta del Novecento.

## Cast della prima assoluta
| Ruolo            | Registro vocale | Interprete               |
| ---------------- | --------------- | ------------------------ |
| Arturo           | tenore          | Giovanni Battista Rubini |
| Elvira           | soprano         | Giulia Grisi             |
| Riccardo         | baritono        | Antonio Tamburini        |
| Giorgio          | basso           | Luigi Lablache           |
| Enrichetta       | mezzosoprano    | Maria Amigo              |
| Gualtiero Valton | basso           | Luigi Profeti            |
| Bruno            | tenore          | M. Magliano              |

## Trama

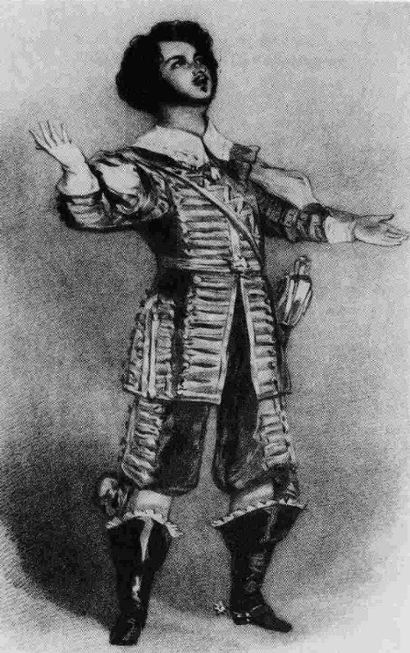
Giovanni Battista Rubini ne I puritani.
Litografia di Richard James Lane da un disegno di Alfred Edward Chalon (1836).

L'azione si svolge presso Plymouth, in Inghilterra nel XVII secolo, al tempo di Oliver Cromwell. La storia d'amore si intreccia con lo scontro politico fra il partito dei Puritani e quello degli Stuart, dopo la decapitazione di Re Carlo I.

### Atto I
Scena: la fortezza di Plymouth. La notizia che Elvira Valton sta per andare sposa ad Arturo Talbo rattrista Sir Riccardo Forth, cui Gualtiero Valton, generale governatore puritano, aveva un tempo promesso la mano della figlia. Quando tutto è pronto per la cerimonia, Arturo, partigiano degli Stuart, riconosce in una misteriosa prigioniera la regina spodestata, Enrichetta Maria di Francia, che sta per essere accompagnata in tribunale. Con uno stratagemma, facendola passare per la sua sposa grazie al velo che la stessa Elvira, per gioco, le ha posto sul capo, Arturo riesce a lasciare le mura insieme alla prigioniera. Prima di fuggire, la coppia s'imbatte in Riccardo, che li lascia partire, ben felice di liberarsi del rivale. Alla notizia che il promesso sposo è fuggito con una donna, Elvira impazzisce.

### Atto II
In una sala del castello, il buon zio Giorgio racconta con commozione agli astanti la follia di Elvira. Poco dopo la fanciulla compare, vaneggiando e chiamando a sé l'amato Arturo. Giorgio tenta di convincere Riccardo a non trascinare il rivale davanti al tribunale, poiché egli non è il solo responsabile della fuga di Enrichetta. L'occasione della resa dei conti sarà piuttosto l'imminente battaglia tra i puritani e i seguaci degli Stuart.

### Atto III
La scena si svolge «in un giardino a boschetto, vicino alla casa d'Elvira». Sotto uno spaventoso uragano, il fuggiasco Arturo, braccato dai soldati dell'esercito puritano, tenta di avvicinarsi alla casa dell'amata, di cui ode la voce di lontano intonare la loro canzone d'amore. Arturo le risponde con la stessa melodia e finalmente Elvira lo riconosce e lo raggiunge. L'emozione è tale da farle tornare la ragione, ma la pace dura poco: l'esercito irrompe e circonda i due innamorati. Per Arturo è stata già pronunciata la condanna a morte ma uno squillo di tromba annuncia la definitiva sconfitta degli Stuart. Per celebrare la vittoria, Cromwell dispone un'amnistia generale: le tribolazioni di Arturo ed Elvira sono finite.

## Organico orchestrale
La partitura di Bellini prevede l'utilizzo di:
- 2 flauti (II. anche ottavino), 2 oboi, 2 clarinetti, 2 fagotti
- 4 corni, 2 trombe, 3 tromboni
- timpani, triangolo, grancassa, piatti
- arpa
- archi

Da suonare sul palco:
- 4 corni, tamburi, campana in fa, arpa

## Numeri musicali

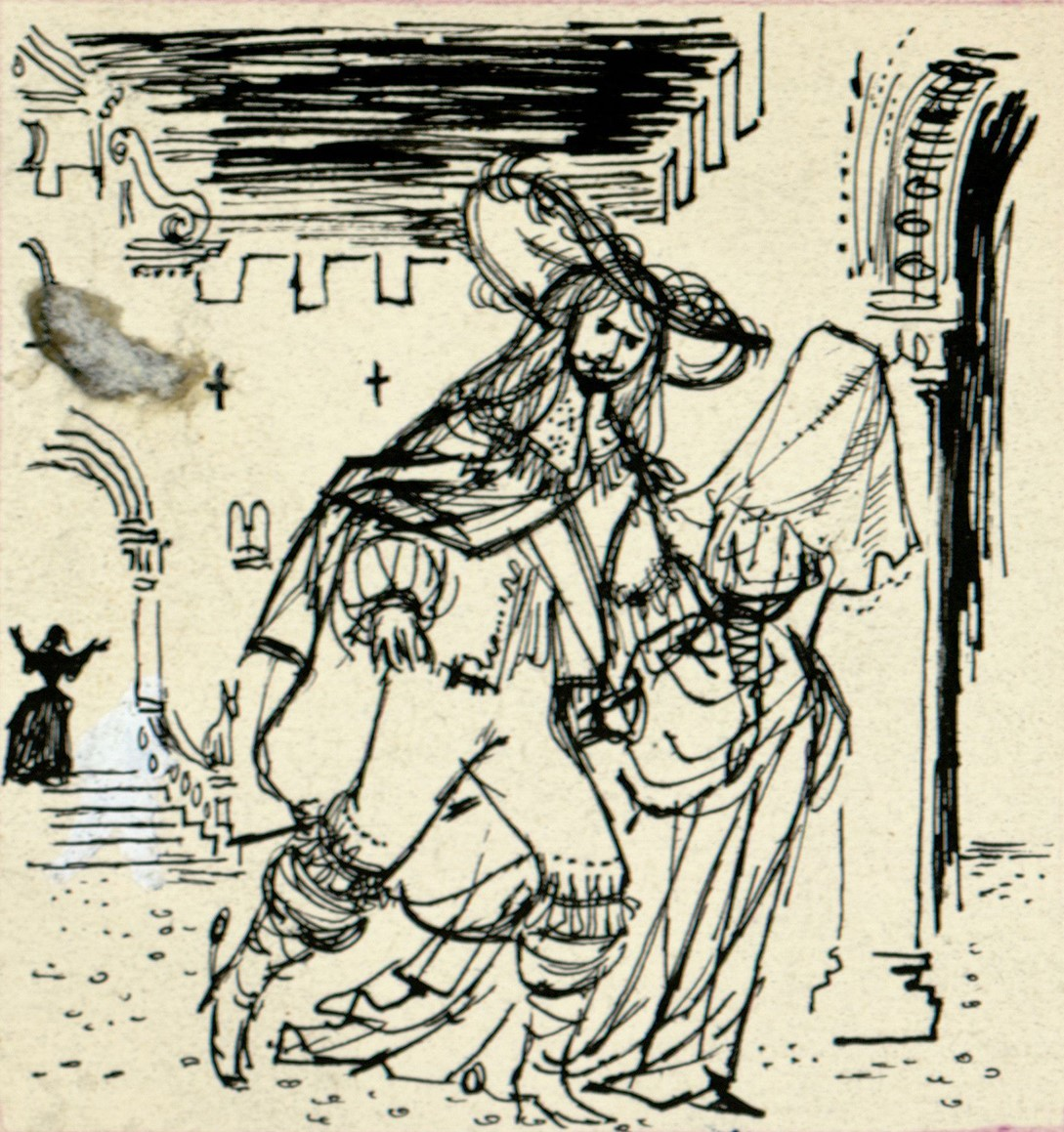
Disegno per copertina di libretto, disegno per I Puritani (s.d.). Archivio Storico Ricordi

### Atto I
- N. 1 - Introduzione All'erta (Coro, Bruno)
- N. 2 - Cavatina di Riccardo Ah per sempre io ti perdei (Riccardo, Bruno)
- N. 3 - Duetto fra Elvira e Giorgio Sai come arde in petto mio (Elvira, Giorgio, Coro)
- N. 4 - Coro e Cavatina di Arturo Ad Arturo - A te, o cara, amor talora (Coro, Arturo, Giorgio, Valton, Elvira, Bruno)
- N. 5 - Finale I Figlia a Enrico, a Carlo sposa - Son vergin vezzosa - Ferma! Invan rapir pretendi - Dov'è Arturo? - Ah, vieni al tempio (Enrichetta, Arturo, Elvira, Giorgio, Riccardo, Coro, Valton, Bruno)

### Atto II
- N. 6 - Coro e Aria di Giorgio Piangon le ciglia, si spezza il cor - Cinta di fiori e col bel crin disciolto (Coro, Bruno, Giorgio)
- N. 7 - Scena di Elvira Qui la voce sua soave (Elvira, Riccardo, Giorgio)
- N. 8 - Duetto fra Giorgio e Riccardo Il rival salvar tu devi

### Atto III
- N. 9 - Scena di Arturo A una fonte afflitto e solo (Arturo, Coro)
- N. 10 - Duetto fra Elvira e Arturo Sei pur tu... or non mi inganni
- N. 11 - Finale III Alto là! (Coro, Arturo, Elvira, Giorgio, Riccardo, Bruno)

## Brani celebri
- A te, o cara, amor talora, cavatina di Arturo (atto I)
- Son vergin vezzosa, aria di Elvira (atto I)
- Cinta di fiori e col bel crin disciolto, aria di Giorgio (atto II)
- Qui la voce sua soave, scena della follia di Elvira (atto II)
- Suoni la tromba, e intrepido, duetto tra Giorgio e Riccardo (atto II)[3]
- Credeasi misera, aria di Arturo (atto III)[4]

## Edizioni
L'edizione critica di entrambe le versioni, a cura di Fabrizio Della Seta, usata per numerose esecuzioni a partire dal 2008, è stata pubblicata da Ricordi, Milano, nel 2013, come vol. 10 della Edizione critica delle opere di Vincenzo Bellini.

## Incisioni discografiche (edizioni principali)

### Album in studio
| Anno | Cast (Elvira, Arturo, Riccardo, Giorgio)                                | Direttore       | Etichetta           |
| ---- | ----------------------------------------------------------------------- | --------------- | ------------------- |
| 1953 | Maria Callas, Giuseppe Di Stefano, Rolando Panerai, Nicola Rossi-Lemeni | Tullio Serafin  | EMI                 |
| 1959 | Anna Moffo, Gianni Raimondi, Ugo Savarese, Raffaele Arié                | Mario Rossi     | MYTO                |
| 1963 | Joan Sutherland, Pierre Duval, Renato Capecchi, Ezio Flagello           | Richard Bonynge | Decca Records       |
| 1973 | Joan Sutherland, Luciano Pavarotti, Piero Cappuccilli, Nicolaj Ghiaurov | Richard Bonynge | Decca               |
|      | Beverly Sills, Nicolai Gedda, Louis Quilico, Paul Plishka               | Julius Rudel    | Westminster Records |
| 1979 | Montserrat Caballé, Alfredo Kraus, Matteo Manuguerra, Agostino Ferrin   | Riccardo Muti   | EMI                 |

### Live
| Anno | Cast (Elvira, Arturo, Riccardo, Giorgio)                                   | Direttore                   | Etichetta      |
| ---- | -------------------------------------------------------------------------- | --------------------------- | -------------- |
| 1957 | Virginia Zeani, Mario Filippeschi, Aldo Protti, Andrea Mongelli            | Francesco Molinari Pradelli | Bongiovanni    |
| 1986 | Katia Ricciarelli, Chris Merritt, Juan Luque Carmona, Roberto Scandiuzzi   | Gabriele Ferro              | Fonit Cetra    |
| 1989 | Mariella Devia, William Matteuzzi, Christopher Robertson, Paolo Washington | Richard Bonynge             | United Classic |
| 1994 | Edita Gruberová, Salvatore Fisichella, Giorgio Zancanaro, Dimitri Kavrakos | Gianfranco Masini           | Serenissima    |

## Videografia
| Anno | Cast (Elvira, Arturo, Riccardo, Giorgio)                                    | Direttore        | Etichetta           |
| ---- | --------------------------------------------------------------------------- | ---------------- | ------------------- |
| 2001 | Edita Gruberová, José Bros, Carlos Álvarez, Simón Orfila                    | Friedrich Haider | TDK                 |
| 2007 | Anna Netrebko, Eric Cutler, Franco Vassallo, John Relyea                    | Patrick Summers  | Deutsche Grammophon |
| 2009 | Nino Machaidze, Juan Diego Flórez, Gabriele Viviani, Ildebrando D'Arcangelo | Michele Mariotti | Decca Records       |
| 2012 | Mariola Cantarero, John Osborn, Scott Hendricks, Riccardo Zanellato         | Giuliano Carella | Opus Arte           |